# ZipZoo: WorldWide
ZipZoo: WorldWide is een spelprogramma van de AVRO, gepresenteerd door Joey van der Velden. Voorheen werd het programma gepresenteerd door Sipke Jan Bousema. Twee klassen, elk vertegenwoordigd door twee kinderen, spelen het spel. ZipZoo wordt op zaterdagochtend uitgezonden door Z@PP.

## Spelverloop
Het programma bestaat uit vijf rondes en een finale.

### Ronde 1
In dit eerste spel moeten de kandidaten samen met een aantal klasgenoten een hut bouwen met behulp van onderdelen. Het team dat als eerste de hut af heeft en erin zit, wint twee punten.

### Ronde 2
De teams krijgen een filmpje te zien over een bepaald dier. Daarna wordt er een experiment mee gedaan. De teams moeten bedenken wat het dier gaat doen. Ze krijgen de keuze uit drie mogelijkheden. Heeft een team goed gegokt, krijgt het één punt.

### Ronde 3
In de derde ronde hangen de kandidaten aan een touw in de studio en al hangende moeten ze eieren die op de vulkaan liggen naar het nest slingeren. Ieder ei levert één punt op.

### Ronde 4

#### Fase 1
In deze ronde krijgt de klas van het team een filmpje te zien met drie gewoontes in een bepaald land. Echter, slechts een is juist. Na afloop van het filmpje moet iedere leerling het cijfer van het filmpje (dus 1, 2 of 3) op hun ballen plakken en gooien in een kegel die de kandidaat vasthoudt. Het team dat de meeste goede antwoorden in de kegel heeft, wint twee punten.

#### Fase 2
Daarna stelt Joey twee vragen over het land waar het over gaat. Als een team het antwoord weet, moeten ze op de knop drukken en het juiste antwoord geven. Per goed antwoord verdient het team één punt, er zijn dus maximaal twee punten te verdienen in deze fase, dus totaal vier punten in ronde 4.

### Ronde 5
Van elk team staat er eentje in een bad vol blubber om kikkers en slangen te verzamelen, die zich op waterlelies bevinden. Echter: ze zijn geblinddoekt. De andere kandidaat moet zijn/haar teamgenoot de goede kant op sturen en het andere team hinderen met opblaaslianen. Ze moeten echter wel de juiste kikkers/slangen nemen, want als ze er een meenemen van de tegenpartij, krijgen zij het bijbehorende punt.

### Finale
Bij de finale van het programma moeten de kandidaten een stormbaan overwinnen met heen en weer zwaaiende slangen, een touwklimrek, draaiende doodskoppen en een draaiende boomstam. Het traject eindigt met een kanon, waarmee vijf gaten moeten worden geschoten in een bord. Het team dat als eerste vijf gaten in hun bord heeft, wint.
Door de punten die in de andere vijf ronden zijn verdiend, krijgt het team met de meeste punten een voorsprong. Dan hebben zij alvast enkele gaten in hun bord.